# Quand les Jetson rencontrent les Pierrafeu
Pour plus de détails, voir Fiche technique et Distribution.
Quand les Jetson rencontrent les Pierrafeu (The Jetsons Meet the Flinstones) est un téléfilm animé de 1987 produit pour la télévision par Hanna-Barbera Productions pour la syndication et mettant en vedette les personnages des séries Les Pierrafeu et Les Jetson qui se rencontrent à la suite d'un mauvais voyage dans le temps. Il fait partie des 10 Étoiles Supers d'Hanna-Barbera.